# 중환구

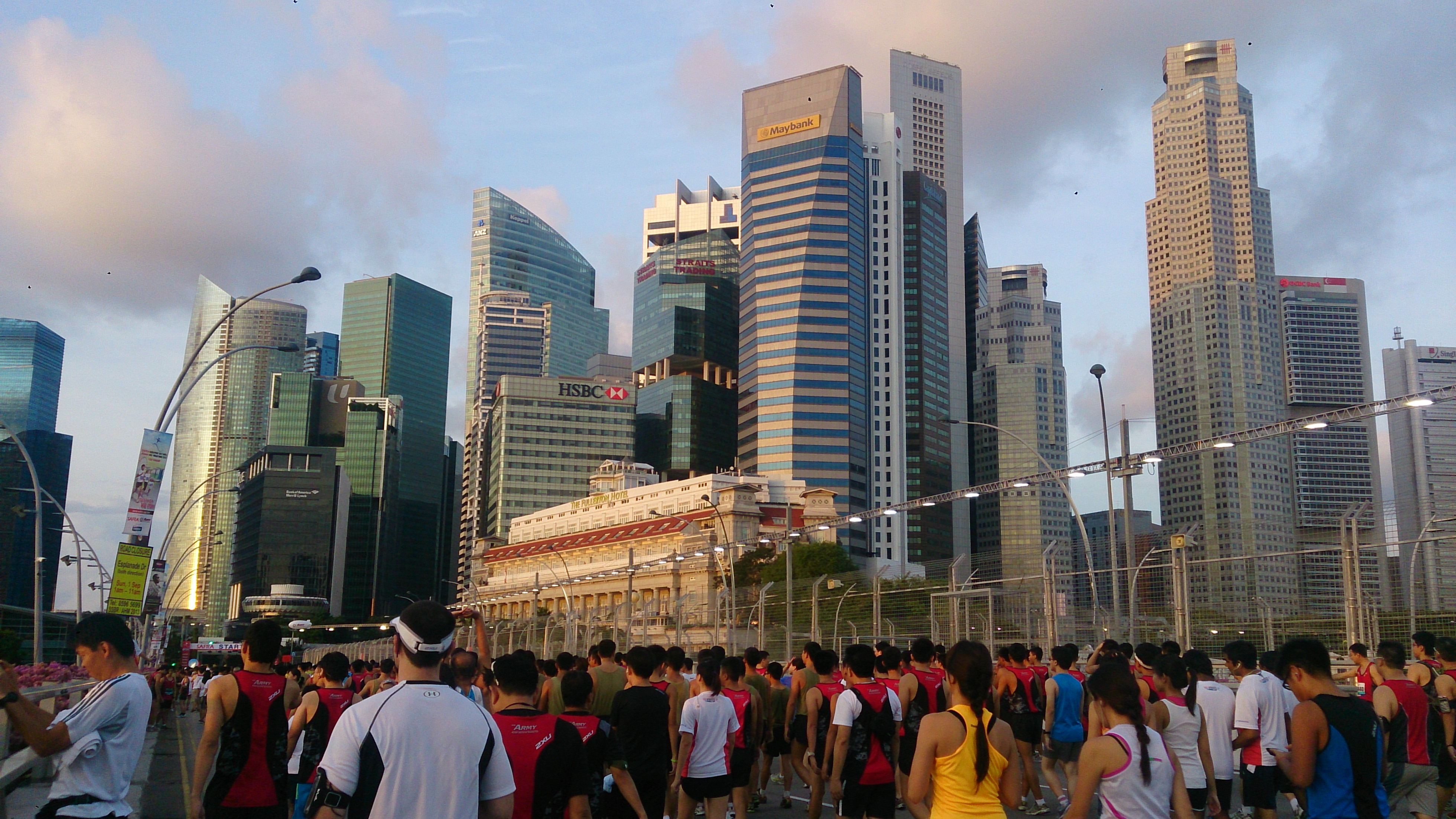
싱가포르 다운타운코어 금융지구의 모습

중환구(영어: Central Area, 중국어 간체자: 中环区, 병음: Zhōnghuán qū, 말레이어: Zon Tengah, 타밀어: மத்திய பகுதி)는 싱가포르의 도심 지역이다. '도시 구역' (City Area) 이라고도 하며, 비공식적으로는 간단히 '시내' (The City)라고만 부르기도 한다. 싱가포르 중앙주 남동쪽에 위치해 있다. 중환구는 싱가포르 도시재개발청이 정한 구획에 따라 열한 개의 계획 지구으로 나뉘는데 각각 다운타운코어, 마리나이스트, 마리나사우스, 뮤지엄, 뉴턴, 오처드, 아우트램, 리버밸리, 로코르, 싱가포르강 구역, 그리고 스트레이츠뷰라고 부른다. 중심업무지구 (Central Business District, CBD)라는 표현도 중환구 일대의 대부분 지역을 가리키는 데 쓰이는데, 실제로는 다운타운코어 지구 내에만 경계가 전부 걸쳐 있다.
중환구는 싱가포르강 하굿둑과 마리나베이를 주변에 두고 자리잡고 있다. 이 지점은 1819년 래플스 경이 도착한 직후 처음으로 세워진 섬 식민지가 있던 곳이기도 하다. 중환구와 그 주변 지역을 합치면 바로 중앙주가 된다. 중환구는 북쪽으로 노베나, 북쪽에서 북동쪽으로 칼랑, 북서쪽에서 서쪽으로 탕글린, 남서쪽에서 남쪽으로 부킷메라, 동쪽으로 마린퍼레이드 계획 지구와 경계를 맞닿고 있다. 남동쪽 끝에는 마리나 보가 세워져 있고 이곳에서 마리나베이와 싱가포르 해협이 마주한다.
중환구는 싱가포르에서도 가장 밀집된 개발지역 중 하나로, 엄청난 규모의 주거 상업 단지가 불과 17.84km2의 면적 내에 모여 있다. 싱가포르 도시철도의 역들도 이 지역을 중심으로 배치되어 있으며, 특히 MRT 순환선을 이루는 환승역과 일반역들은 이 지역의 교통을 담당하는 주축이 되고 있다. 중환구에 속한 계획 지구마다 상업적 입지가 크고 짙게 깔려 있으며 다운타운코어, 오처드, 싱가포르강 지구가 그 중심에 있다. 로코르, 뉴턴, 리버밸리, 아우트램 지구도 상업적으로 번화한 지역이긴 하지만 초고층 건물은 많지 않고 대규모 주거 단지가 들어선 편이다. 학교와 콘도, 그리고 주택개발청 임대아파트 등이 이 지역에 들어서 있으며 다만 집값은 비교적 비싼 편이다.
1970년대 이후 정부와 도시개발청은 중환구 지역을 확대 개발하기 위해 마리나베이를 간척하여 토지를 늘렸다. 마리나베이를 둘러싸고 새롭게 생겨난 이 토지는 마리나이스트, 마리나사우스, 스트레이츠뷰 구역에 각각 편입됐다. 부지 신설 이후 수많은 건설 계획이 진행 및 완료됐지만 지금까지도 대부분의 프로젝트가 통합 혹은 진행 중에 있다.

## 같이 보기
- 싱가포르의 건축
- 싱가포르의 교통
- 싱가포르의 역사
- 싱가포르의 지리
- 싱가포르의 관광
- 싱가포르의 문화
- 다운타운코어
- 중앙주 (싱가포르)
- 중앙싱가포르 사회 발전 이사회